# Почекуевское сельское поселение
Почекуевский сельский округ — сельский округ в Большереченском районе Омской области.
Административный центр — село Почекуево.

## История
В 1944 году образован Почекуевский сельский совет путём преобразования Коршуновского сельского совета с переносом центра в село Почекуево.
В 1990-х годах сельский совет преобразован в сельскую администрацию.
В начале 2000-х годов сельская администрация преобразована в сельский округ.

## Население
| 2010  | 2011  | 2012  | 2013  | 2014  | 2015  | 2016  |
| ----- | ----- | ----- | ----- | ----- | ----- | ----- |
| 1294  | ↘1286 | ↘1265 | ↘1211 | ↘1161 | ↘1136 | ↘1109 |
| 2017  | 2018  | 2019  | 2020  | 2021  | 2023  |       |
| ↘1059 | ↘1038 | ↘1022 | ↘1013 | ↘877  | ↘836  |       |

## Административное деление
| статус  | населённый пункт | год основания |
| ------- | ---------------- | ------------- |
| село    | Почеку́ево        | 1901          |
| деревня | Я́готово          | 1884          |
| деревня | Коршуно́во        | ?             |
| деревня | Кошку́ль          | XVII век      |
| деревня | Казато́во         | XVI век       |